# کبودبال کرتی ماداگاسکار
کبودبال کرتی ماداگاسکار (نام علمی: Azanus sitalces) نام یک گونه از سرده کبودبال‌های کرتی است.